# Таллинна Ялгпалли Клуби
«Таллинна Ялгпалли Клуби» (эст. Tallinna Jalgpalli Klubi; также «Таллинн(а) ЯК», «ТЯК»; в русскоязычных источниках иногда «ФК Таллин» или «Таллин(ский) ФК») — ныне не существующий эстонский футбольный клуб из Таллина. Двукратный чемпион Эстонии.

## История
Клуб основан 5 мая 1921 года. В межвоенный период был одним из сильнейших футбольных клубов Эстонии. В первом чемпионате Эстонии, в 1921 году, разыгрывавшемся по олимпийской системе, клуб стал серебряным призёром, уступив в финале таллинскому «Спорту» 3:5. В 1926 и 1928 годах становился чемпионом, в 1927 году — финалистом, в 1922 году — полуфиналистом (матч за третье место не проводился). Первым в истории страны клуб привлёк иностранного тренера — им стал в 1922 году венгр Франц Воггенхубер.
С образованием в 1929 году высшей лиги, проводившейся по круговой системе, клуб был включён в число её участников. В сезонах 1929 и 1938/39 завоёвывал серебряные награды, в 1930, 1931, 1933, 1935 годах становился бронзовым призёром. По итогам сезона 1936 года покинул высшую лигу, но весной 1938 года победил в турнире первой лиги и вернулся обратно. В Кубке Эстонии, проводившемся с 1938 года, также добивался успехов — в 1938 году стал финалистом, а в 1939 году и в неофициальном розыгрыше 1940 года — победителем.
Большое количество игроков клуба входило в состав сборной Эстонии.
После включения Эстонии в состав СССР был расформирован. В помещениях бывшего клуба у стадиона «Висмари» была организована Таллинская футбольная школа.
В 1992 году старшая команда «Таллинской футбольной школы» (эст. Tallinna Jalgpallikool) была включена в систему лиг независимого чемпионата Эстонии, выступала во второй и первой лигах. В середине 1990-х годов клуб был крепким середняком первой лиги, лучшим результатом в новой истории стало второе место в первой лиге в сезоне 1996/97, также в сезоне 1994/95 команда стала второй в северной зоне первой лиги. По итогам сезона 1997/98 «ТЯК» вылетел из первой лиги, а позднее — и из второй. С середины 1990-х годов на взрослом уровне также выступала вторая команда школы, под названием «ТЯК-83», которая к концу 1990-х годов обогнала первую команду. В сезоне 2001 года в эстонской системе лиг выступал только «ТЯК-83».
В 2002 году на базе Таллинской футбольной школы был восстановлен клуб под историческим названием «Tallinna Jalgpalli Klubi» и провозгласил преемственность с ранее существовавшим клубом. В 2002—2005 годах он без заметных успехов выступал в первой лиге, затем опустился во вторую. Воспитанниками школы и клуба в этот период стали ряд известных футболистов, в их числе Константин Васильев, Тармо Кинк, Дмитрий Круглов.
В конце 2007 года «ТЯК» объединился с клубом «Легион», новый клуб под названием «ТЯК Легион» стал выступать во второй лиге и со временем поднялся в высшую, но обычно его называют просто «Легион».

## Достижения
- Чемпион Эстонии: 1926, 1928
- Серебряный призёр чемпионата Эстонии: 1921, 1927, 1929, 1938/39
- Бронзовый призёр чемпионата Эстонии: 1930, 1931, 1933, 1935
- Обладатель Кубка Эстонии: 1939, 1940
- Финалист Кубка Эстонии: 1938

## Названия
- Tallinna Jalgpalli Klubi (1921—1940)
- Tallinna Jalgpallikool (1992—2000)
- TJK-83 (2001)
- Tallinna Jalgpalli Klubi (2002—2007)